# Třída Macaé
Třída Macaé je třída hlídkových lodí brazilského námořnictva. Jedná se o variantu francouzských plavidel Vigilante 400 CL54 loděnice Constructions Mécaniques de Normandie (CMN). Celkem bylo pro brazilské námořnictvo objednáno sedm jednotek této třídy. Mezi jejich hlavní úkoly patří námořní hlídkování, kontrola znečištění a ochrana těžební infrastruktury. Do roku 2024 byly dokončeny tři jednotky této třídy.

## Stavba
První dvě jednotky této třídy postavila brazilská loděnice Indústria Naval do Ceará SA (INACE) v Fortaleze. Zbývající byly objednány u loděnice Arsenal de Marinha do Rio de Janeiro (AMRJ) v Rio de Janeiru. Kýl prototypu byl založen v listopadu 2006 a kýl třetí jednotky v listopadu 2009.
Jednotky třídy Macaé:
| Jméno             | Loděnice | Založení kýlu      | Spuštěna           | Vstup do služby    | Status    |
| ----------------- | -------- | ------------------ | ------------------ | ------------------ | --------- |
| Macaé (P70)       | INACE    | 24. listopadu 2006 |                    | 9. prosince 2009   | aktivní   |
| Macau (P71)       | INACE    | 17. července 2007  | 30. listopadu 2010 | 30. listopadu 2010 | aktivní   |
| Maracanã (P72)    | AMRJ     | 25. listopadu 2009 | 12. prosince 2017  | 2. prosince 2022   | aktivní   |
| Mangaratiba (P73) | AMRJ     | 19. prosince 2013  | 2026 (plán)        |                    | ve stavbě |
| Miramar (P74)     | AMRJ     | 28. listopadu 2024 | 2028 (plán)        |                    | ve stavbě |
| Maragogipe (P75)  | AMRJ     |                    |                    |                    | objednán  |
| Mostardas (P76)   | AMRJ     |                    |                    |                    | objednán  |

## Konstrukce

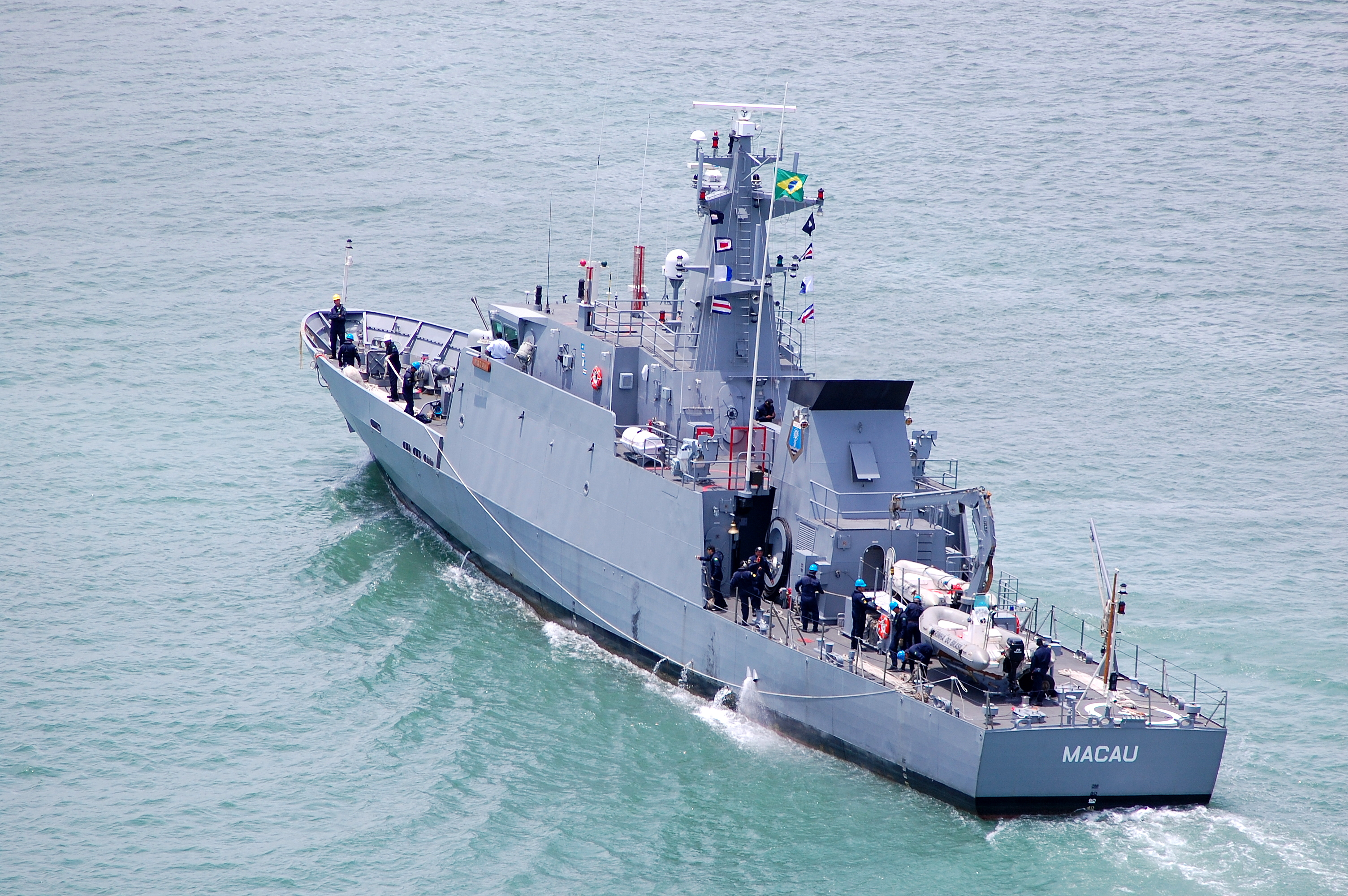
Macaé (P71)

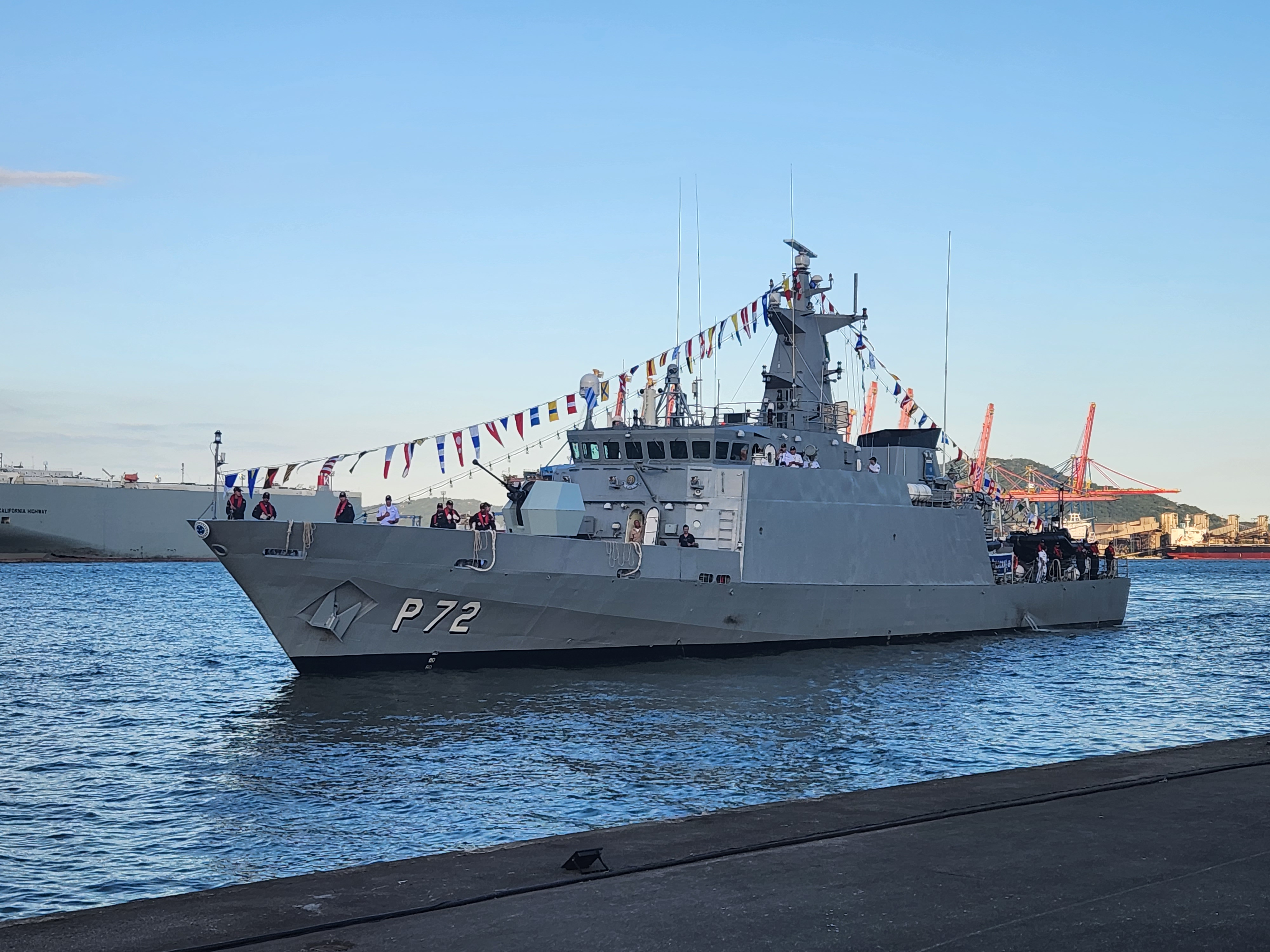
Maracanã (P72)

Plavidla mají ocelový trup a nástavby z hliníkových slitin. Výzbroj tvoří jeden 40mm kanón Bofors L/70 Mk4 na přídi, který doplňují dva 20mm kanóny Oerlikon GAM-B01 po stranách komína. Na zádi s prostorem pro dva inspekční čluny RHIB. Pohonný systém tvoří dva diesely MTU 16V 4000 M90, pohánějící dva lodní šrouby s pevnými lopatkami. Nejvyšší rychlost dosahuje 25 uzlů. Dosah je 2500 námořních mil při 15 uzlech.

## Zahraniční uživatelé
Angola objednala v roce 2014 stavbu sedmi jednotek této třídy, z toho čtyři měly být postaveny v Brazílii a tři přímo v Angole. V roce 2015 se však ukázalo, že země nemá kvůli poklesu cen ropy na plavidla dostatek financí.